# جشنة ذهبية
الجشنة الذهبية (الاسم العلمي: Tmetothylacus tenellus) هي جشنة مميزة في الأراضي العشبية الجافة والسافانا والأراضي الشجرية في شرق إفريقيا. موطنها إثيوبيا وكينيا والصومال وجنوب السودان وتنزانيا وأوغندا، وقد تظهر بشكل عارض في عمان واليمن وجنوب إفريقيا وزيمبابوي. 
من السهل جدًا التعرف على الذكر البالغ، على عكس معظم الجشنات. لونه أصفر في البطن وفي الأجنحة. من الأمام، يشبه الذكر مع الحلق والصدر الأصفرين والشريط الغامق طائر المخلب الطويل أصفر الحنجرة أو المخلب البنجاني الطويل، لكن كلاهما لهما أجنحة صفراء (واضحة جدًا أثناء الطيران) وكلاهما لهما خط أسود في الوجه. الأنثى بنية إلى حد ما ولكن لها جانب سفلي أصفر للجناح.

## روابط خارجية
- مقاطع الفيديو والصور والأصوات - Internet Bird Collection